# Riachuelo (ort i Argentina, Corrientes)
Riachuelo är en ort i Argentina.   Den ligger i provinsen Corrientes, i den nordöstra delen av landet, 800 km norr om huvudstaden Buenos Aires. Riachuelo ligger 61 meter över havet och antalet invånare är 3 668.
Terrängen runt Riachuelo är mycket platt. Runt Riachuelo är det mycket glesbefolkat, med 7 invånare per kvadratkilometer.. Närmaste större samhälle är Corrientes, 14,2 km nordväst om Riachuelo. 
Trakten runt Riachuelo består i huvudsak av gräsmarker.